# Echo (премия)
Echo Music Prize или ECHO — музыкальная премия, присуждаемая Немецкой фонографической академией (Deutsche Phono-Akademie) музыкальным исполнителям за выдающиеся достижения в области музыкальной индустрии. Каждый год победители в номинациях определялись на основании продаж за предыдущий год.

## История премии
Первая церемония вручения с участием 370 человек состоялась в 1992 году в ботаническом саду Флора в Кёльне. До 1995 года только приглашённые гости имели право присутствовать на церемонии награждения. 
В 2018 году вокруг ECHO разразился скандал по поводу вручения премии за лучший хип-хоп-альбом Jung Brutal Gutaussehend 3 дуэту рэперов Farid Bang и Kollegah. В песне «0815» музыканты назвали свои мышцы «более отчётливыми, чем у узников Освенцима», что было расценено как проявление антисемитизма. Несмотря на многочисленные протесты, дуэту даже было позволено исполнить эту песню на церемонии награждения. Фронтмен немецкой панк-рок-группы Die Toten Hosen Кампино раскритиковал решение комитета прямо в процессе церемонии, чем вызвал бурные овации у аудитории. В знак протеста многие исполнители вернули свои полученные ранее награды. Среди них были Мариус Мюллер-Вестернхаген, Кристиан Тилеман, Энох цу Гуттенберг, Игорь Левит, Клаус Форман и Notos Quartett. Обсуждения данного решения комитета также велось в различных СМИ. В результате, 24 апреля 2018 года (спустя 12 дней после церемонии награждения) исполнительный совет Федеральной ассоциации музыкальной индустрии принял решение об упразднении ECHO.

## Места проведения церемоний
| Годы            | Город проведения   | Земля                   | Источник |
| --------------- | ------------------ | ----------------------- | -------- |
| 1992            | Кёльн              | Северный Рейн-Вестфалия | [ 7 ]    |
| 1993, 2001-2018 | Берлин             | Берлин                  | [ 8 ]    |
| 1994            | Франкфурт-на-Майне | Гессен                  | [ 9 ]    |
| 1995            | Мюнхен             | Бавария                 | [ 7 ]    |
| 1996-2000       | Гамбург            | Гамбург                 | [ 10 ]   |

## Номинации
- Лучший национальный мужской рок-/поп-исполнитель (1992 — 2018)
- Лучший национальный женский рок-/поп-исполнитель (1992 — 2018)
- Лучший международный мужской рок-/поп-исполнитель (1992 — 2018)
- Лучший международный женский рок-/поп-исполнитель (1992 — 2018)
- Лучшая национальная рок-/поп-группа (1992 — 2018)
- Лучшая международная рок-/поп-группа (1992 — 2018)
- Лучший международный рок-/альтернативный исполнитель (2001 — 2016)
- Сингл года (2005 — 2018)
- Сингл года (национальный) (1993 — 2004)
- Сингл года (международный) (2001 — 2004)
- Альбом года (2008 — 2018)
- Лучший национальный начинающий исполнитель (1992 — 2018)
- Лучший новый международный исполнитель (1996 — 2018)
- Почётная награда (1992 — 2017)